# Adiós (canción de María Becerra)
«Adiós» es una canción interpretada por la cantautora argentina María Becerra, escrita por Becerra y Nico Cotton y producida por este último. Una versión en vivo con la banda de cumbia argentina Ráfaga fue publicada el 30 de marzo de 2023 como el quinto sencillo de su segundo álbum de estudio La Nena de Argentina (2022).

## Antecedentes
«Adiós» fue revelada días antes de su lanzamiento, el 5 de diciembre de 2022, a través de las redes sociales de Becerra, donde figuraba en la lista de canciones del que sería el segundo álbum de Becerra, La Nena de Argentina.La canción fue publicada el día 8 del mismo mes. El 30 de marzo de 2023 se publicó la versión en vivo con la banda de cumbia argentina Ráfaga.

## Rendimiento comercial
En Argentina, la canción debutó en el puesto 59 en el Billboard Argentina Hot 100 durante la semana del 25 de marzo de 2023. En la semana del 15 de abril del mismo año, la canción alcanzó el top 10 por primera vez en el puesto 9. En su décima semana, la canción alcanzó el top 5 por primera vez. La siguiente semana en la lista con fecha de 3 de junio de 2023, la canción alcanzó el puesto 4.

## Video musical
El 8 de diciembre de 2022 se estrenó junto con la canción el visualizador musical de «Adiós», dirigido por Julián Levy. El videoclip de la sesión en vivo con Ráfaga se estrenó el 16 de marzo de 2023.

## Presentaciones en vivo
Becerra promocionó la canción en los premios TikTok el 31 de enero de 2023 como un mashup de «Adiós», «Mandamientos» y «Automático». Tras el lanzamiento de la sesión en vivo, "Adiós" fue interpretada con Ráfaga por primera vez en Lollapalooza Argentina el 19 de marzo del mismo año.La canción también ha sido interpretada el 7 de mayo en los Billboard Mujeres Latinas en la Música 2023. 

## Posicionamiento en listas
| Listas (2023)                 | Mejor posición |
| ----------------------------- | -------------- |
| Argentina (Argentina Hot 100) | 4              |
| Bolivia (Billboard)           | 21             |
| Bolivia (Monitor Latino)      | 1              |
| Chile (Monitor Latino)        | 15             |
| Perú (Billboard)              | 24             |
| Perú (Monitor Latino)         | 4              |
| Uruguay (CUD)                 | 18             |
| Uruguay (Monitor Latino)      | 3              |

## Certificaciones
| País      | Organismo certificador | Certificación | Ventas certificadas | Ref.   |
| --------- | ---------------------- | ------------- | ------------------- | ------ |
| Argentina | CAPIF                  | Platino       | 20 000              | [ 18 ] |
| España    | PROMUSICAE             | Oro           | 30 000              | [ 19 ] |

## Historial de lanzamientos
| Región | Fecha                  | Formato                      | Versión  | Discográfica      | Ref.   |
| ------ | ---------------------- | ---------------------------- | -------- | ----------------- | ------ |
| Varios | 8 de diciembre de 2022 | Descarga digital y streaming | Original | 300 Entertainment | [ 20 ] |
| Varios | 30 de marzo de 2023    | Descarga digital y streaming | En vivo  | 300 Entertainment | [ 21 ] |